# Mimosa miranda
Mimosa miranda är en ärtväxtart som beskrevs av Rupert Charles Barneby. Mimosa miranda ingår i släktet mimosor, och familjen ärtväxter. Inga underarter finns listade i Catalogue of Life.